# Мато Гросо до Сул
Мату Гросу ду Сул (порт. Mato Grosso do Sul) једна је од 26 бразилских држава, смештена на западу државе, уз границу са Боливијом и Парагвајем. Површина државе је 357.125 километара квадратних, што је отприлике једнако величини Немачке.
Околне бразилске државе (почев од севера у правцу казаљке на сату) су Мато Гросо, Гојас, Минас Жераис, Сао Пауло и Парана. Такође се граничи са Парагвајем на југозападу, и са Боливијом, на западу. Привреда државе се у великој мери базира на пољопривреди и сточарству. Мато Гросо до Сул има углавном топлу, понекад врућу, и влажну климу. Испресецан је бројним притокама реке Паране.
Име Мато Гросо до Сул у дословном преводу са португалског значи „густо жбуње југа”, што је име које је наслеђено од савезне државе Мато Гросо, чији је Мато Гросо до Сул био део до 1970-их. Неретко се дешава да људи погрешно Мато Гросо до Сул називају једноставно Мато Гросо. У време поделе и касније су предлагана и друга имена, као што је Пантанал (по великој мочвари по којој је држава препознатљива) или Маракажу (по планинском венцу који пресеца државу са севера ка југу).